# Christian Eckelmann
Christian Eckelmann (21. Juli 1866 in Bremen – nach 1942) war ein deutscher Theaterschauspieler und Bühnenschriftsteller.

## Leben
Eckelmann, Sohn eines Bauunternehmers, ging, nachdem er von seiner Mutter die Einwilligung, die Bühnenlaufbahn einzuschlagen, nicht erhalten konnte, zuerst in die USA, und erst nach dreieinhalb Jahren Aufenthalt in New York konnte er seinen Plan verwirklichen. Er nahm Unterricht bei Heinrich Kreuzkamp und betrat 1895 in Bremen als Volontär zum ersten Mal die Bühne. Dann kam er ans Tivolitheater, hierauf zurück ans Stadttheater, sodann ans Odeontheater in Hannover, Stadttheater in Lübeck, am Stralsunder Theater und in Lodz, wirkte in New York und bereiste unter der Direktion Monroe H. Rosenfeld die Hauptstädte Nordamerikas. Hierauf war er am Stadttheater Aachen, in Riga, am Hoftheater in Dresden engagiert und trat 1899 in den Verband des Hoftheaters in Mannheim.
In späteren Jahren verfasste er unter dem Pseudonym Leo Kastner vor allem zahlreiche Bühnenstücke bzw. Libretti, darunter Der goldnen Liebe erste Zeit, Unter der blühenden Linde und Der Rodelzigeuner. 1942 erschienen seine Memoiren unter dem Titel Vom Nachtwächter zur Bühne. Das Deutsche Bühnen-Jahrbuch 1942 erinnerte seiner anlässlich des 75. Geburtstages, allerdings im Eintrag zu dem 21. August 1941.

## Werke
- Der Rodelzigeuner. Operette. Musik Josef Snaga. UA 1910 Berlin
- Der ersten Liebe Goldene Zeit. Operette. Musik: Jean Gilbert. UA 1918 Berlin
- Die kleine Studentin. Operette (zusammen mit Alfred Möller). Musik: Leon Jessel. UA 1926 Stettin
- Mädels, die man liebt. Ein Spiel von Jugend und Lebenslust (Operette; zusammen mit Alfred Möller). Musik: Leon Jessel. UA 1927 Hamburg